# Orthetrum brachiale
Orthetrum brachiale là một loài chuồn chuồn ngô thuộc họ Libellulidae. Loài này có ở Angola, Bénin, Botswana, Burkina Faso, Cameroon, Cộng hòa Trung Phi, Tchad, Comoros, Cộng hòa Congo, Cộng hòa Dân chủ Congo, Bờ Biển Ngà, Ai Cập, Guinea Xích Đạo, Ethiopia, Gabon, Gambia, Ghana, Guinée, Kenya, Liberia, Madagascar, Malawi, Mali, Mauritanie, Mauritius, Mozambique, Namibia, Niger, Nigeria, Réunion, Seychelles, Sierra Leone, Somalia, Nam Phi, Sudan, Tanzania, Togo, Uganda, Zambia, Zimbabwe, có thể Burundi, và có thể São Tomé và Príncipe. Các môi trường sống tự nhiên của chúng là rừng ẩm đất thấp nhiệt đới hoặc cận nhiệt đới, xavan khô, xavan ẩm, vùng đất có cây bụi nhiệt đới hoặc cận nhiệt đới, vùng cây bụi ẩm khu vực nhiệt đới hoặc cận nhiệt đới, đất ngập nước với cây bụi là chủ yếu, đầm lầy, hồ nước ngọt có nước theo mùa, đầm nước ngọt, và đầm nước ngọt có nước theo mùa.